# Animere
L'animere (o anyimere, o kunda) és una llengua kwa oriental que parlen els animeres que viuen a la regió Volta del sud-est de Ghana. Hi ha entre 700 i 900 animeres. El seu codi ISO 639-3 és anf i el seu codi al glottolog és anim1239.

## Família lingüística
L'animere, juntament amb l'akebu formen un subgrup de les llengües kwa orientals. Segons el glottolog, aquest subgrup formen part del grup de les llengües Ka-Togo juntament amb les llengües Avatime-Nyango i les llengües kposo-Ahlo-Bowili: Les llengües Ka-Togo són un grup de les llengües kwa. Ja queden pocs parlants d'animere d'un grup humà que té centenars de persones.

## Situació geogràfica i pobles veïns
Els centenars d'animeres viuen en un enclavament al nord de la ciutat de Jasikan i a les aldees més remotes de Kecheibi i Kunda, a la regió Volta de Ghana.
Segons el mapa lingüístic de Ghana de l'ethnologue, el diminut territori animere està situat entre el llac Volta i la frontera amb Togo, a prop d'aquest país, que està a l'est. El territori animere està envoltat pel territori dels àkans i pocs quilòmetres al nord-est hi viuen els delo.

## Sociolingüística, estatus i ús de la llengua
L'animere és una llengua que s'està desplaçant. (EGIDS 7): Els adults entenen la llengua i la utilitzen entre ells però no l'estan transmetent a les noves generacions. Els joves ja no la parlen i està en perill d'extinció. Hi ha pocs parlants fluents de l'animere d'un petit grup de centenars d'individus. L'àkan és la llengua que l'està desplaçant com a llengua materna. Tots els parlants tenen més de 40 anys. No existeix escriptura en animere.
Bryan Galles  està duent a terme un projecte per fer un diccionari temàtic i una col·lecció de diverses varietats dels parlants. 
Rod Casali (2006) ha transcrit la fonètica de l'animere, basant-se en una llista de paraules de Andy Ring (2005). La llista es divideix en la forma fonètica, la traducció en anglès i el to. Moltes de les paraules comencen amb un vocal inicial [o] o [ɔ]. La vocal inicial és un prefix pronominal de tercera persona, i la paraula és en realitat una expressió que significa "és X" o "ell / ella és X '. 